# Atticus Ross
Atticus Matthew CowperRoss (nascut el 16 de gener de 1968) és un músic, compositor i productor anglès. Ross, juntament amb Trent Reznor, va guanyar el premi Oscar a la millor banda sonora per la pel·lícula The social network el 2011.

## Carrera primerenca
Atticus Ross va arribar a treballar a mitjans de la dècada del 90 com a programador per a Bomb the Bass (Tim Simenon) durant el període dels àlbums Unknown Territory i Clear. Va treballar en una sèrie de projectes de producció i mescles amb Simenon, així com en la formació d'una relació de col·laboració amb Barry Adamson, que havia sigut membre de Bad Seed. Va programar The Black Inside Me i Oedipus Schmoedipus, i va produir As Above So Below abans de formar la seva pròpia banda, 12 Rounds, amb Claudia Sarne i Adam Holden, amb els que van llançar dos àlbums, Jitterjuice (Polydor Records) i My Big Hero (Nothing Records). El tercer àlbum va ser produït per Trent Reznor, de Nothing Records, però mai es va poder acabar.

## Carrera a partir del 2000
Des que es va mudar als Estats Units, l'any 2000, Ross ha estat acreditat com a productor i programador en quatre àlbums de Nine Inch Nails: With Teeth, Year Zero, Ghosts I-IV (en el qual també apareix acreditat com a coescriptor) i The Eslip. Va actuar, a més a més, en el concert de comiat de Nine Inch Nails a Wiltern. A més del treball amb Nine Inch Nails, ha col·laborat amb Trent Reznor en altres projectes, com els enregistraments de Saul Williams i Zach de la Rocha. El 2009 coproduí temes per a la reformada Jane's Addiction, juntament amb Alan Moulder.
El maig del 2010, Ross va aparèixer en un vídeo i va ser nomenat membre d'un projecte secret, How to Destroy Angels, una col·laboració que també inclou a Trent Reznor i l'esposa de Reznor, Mariqueen Maandig. Va col·laborar també en dos àlbums de Korn: See You On The Other Side i Untitled durant els anys en 2005 i 2007, respectivament.

## Cinema i televisió
Ross va treballar en la música per a cinema el 2000; va compondre la sèrie de televisió dels germans Hughes, Touching Evil, amb la seva esposa, Claudia Sarne, i el seu germà Leopold Ross. També va compondre la música de la pel·lícula El llibre d'Eli (2010), protagonitzada per Denzel Washington i Gary Oldman. La banda sonora va ser llançada per Reprise Records el 12 de gener de 2010 i inclou un remix de David Sitek amb el títol Panoramic. Va guanyar un premi en els BMI Awards i Ross fou nominat com a "Descobriment de l'Any" en els World Sountrack Awards 2010. L'1 de juliol de 2010, Trent Reznor va anunciar que ell i Ross compondrien la música per a la pel·lícula de David Fincher, The Social Network. La banda sonora va ser llançada per The Null Corporation el 28 de setembre de 2010. El 2014 van participar en les pel·lícules 47 Ronin i Gone Girl.

## Premis
El 16 de febrer (43º aniversari de Ross), al costat del seu col·laborador Trent Reznor, va guanyar el premi per la Millor Banda Sonora en els 68ª lliurament dels Globus d'Or per a la Millor Banda Sonora, en la pel·lícula The Social Network. El 27 de febrer de 2011, Ross i Reznor van rebre el premi de l'Acadèmia a la Millor Banda Sonora per The Social Network.

## Obra

### En pel·lícules i televisió
- Touching Evil – 2004 (amb Claudia Sarne i Leopold Ross)
- Allen Hughes' segment de New York, I Love You – 2009 (amb Claudia Sarne i Leopold Ross)
- The Book of Eli – 2010
- The Social Network – 2010 (amb Trent Reznor)
- The Girl with the Dragon Tattoo – 2011 (amb Trent Reznor)
- The segment "2006" de Díes de Gràcia – 2011 (amb Claudia Sarne i Leopold Ross)
- Broken City – 2013 (amb Claudia Sarne i Leopold Ross)
- Gone Girl – 2014 (amb Trent Reznor)
- Love and Mercy – 2015
- Blackhat - 2015 (amb Harry Gregson-Williams)
- Triple Nine
- Crocodile Gennadiy – (amb Leopold Ross)
- Mid90s – 2018 (amb Trent Reznor)
- The Woman in the Window – 2019 (amb Trent Reznor)

### Treballs amb Nine Inch Nails
- Producció i programació 
  - With Teeth (2005)
  - Year Zero (2007)
  - The Eslip (2008)
- Composició, producció i programació 
  - Ghosts I–IV (2008)
- Producció, programació, arranjaments i enginyeria
  - Hesitation Marks (2013)

### Produccions discogràfiques
- No Jahoda – Jahoda Witness
- Korn – See You on the Other Side (també com a coescriptor)
- Korn – Untitled
- Coheed and Cambria – Year of The Black Rainbow (amb Joe Barresi)
- Perry Farrell – "Go All the Way (Into the Twilight)"
- Loverman – Human Nurture (amb Joe Barresi)